# Neublans-Abergement
Neublans-Abergement är en kommun i departementet Jura i regionen Bourgogne-Franche-Comté i östra Frankrike. Kommunen ligger i kantonen Chaussin som tillhör arrondissementet Dole. År 2022 hade Neublans-Abergement 549 invånare.

## Befolkningsutveckling
Antalet invånare i kommunen Neublans-Abergement
Referens:INSEE